# Grand Hôtel et Majestic Palace (Chamalières)
 (septembre 2023).
 (janvier 2024).
Si vous disposez d'ouvrages ou d'articles de référence ou si vous connaissez des sites web de qualité traitant du thème abordé ici, merci de compléter l'article en donnant les références utiles à sa vérifiabilité et en les liant à la section « Notes et références ».
Pour les articles homonymes, voir Grand Hôtel.
Successivement appelé Hôtel de Royat (1865-1868), Grand Hôtel Servant (1869-1911), puis Grand Hôtel & Majestic Palace (1912-1950) cet ancien hôtel de style néo-Louis XIII a été construit sous le Second Empire et agrandi par tranches successives durant la Belle Époque (1876, 1881, 1887, 1908, 1912). Situé au 1, boulevard Bazin à Chamalières, dans le département du Puy-de-Dôme, il a toutefois assis sa renommée et sa fortune en misant tout sur la proximité de la station thermale de Royat-les-Bains (dont le finage communal débute sur le trottoir d'en face).
Au faîte de sa réussite, le Grand Hôtel fut un vaste complexe hôtelier composé de plusieurs bâtiments distincts dans un parc privé de 4 hectares, comprenant : 
- la Villa des Thermes dite « L'Annexe » : achetée en 1872, située au 12-12 bis boulevard Bazin à Chamalière ;
- la Villa Majestic : acquise en 1904 et située au 3 avenue Jocelyn-Bargoin, à Chamalières, elle abrita les appartements du directeur de l'hôtel ;
- la Villa Beauséjour (bâtie après 1928 et servant à loger le personnel hôtelier), située au 5 avenue Jocelyn-Bargoin à Chamalières ;
- le « Pavillon Majestic », principale annexe du palace (33 avenue de la Gare à Chamalières) qui - avec sa façade Art Nouveau - offre l'un des plus beaux exemples d'architecture thermale d'Auvergne.

À ces premiers édifices faisant partie intégrante de l'hôtel et recevant du public, il convient d'ajouter les propriétés personnelles de la famille Servant : 
- la Villa des Tilleuls : bâtie en 1882, située au 14 boulevard Barrieu à Royat ;
- la Villa Poupon : propriété de Marie Servant, soeur de Léon, bâtie par l'architecte Louis Jarrier en 1899, située au 70 rue Blatin à Clermont-Ferrand (détruite) ;
- la Villa des Montagnes : acquise en 1907, située au 9 avenue Jocelyn-Bargoin à Chamalières ;
- la Villa des Champs Elysées : acquise en 1909, située au 12 rue des Roches à Chamalières.

Le corps du bâtiment principal du complexe hôtelier a été inscrit à l'inventaire supplémentaire des monuments historiques à la demande de l'historien Johan Picot et par arrêté préfectoral le 7 mai 2021 : « Sont inscrites au titre des monuments historiques les façades et les toitures du Grand Hôtel et Majestic Palace, ainsi que ses parties intérieures communes (dont la véranda, le grand hall, les cages d’escalier et couloir de chaque niveau), son parc, son allée et ses portails » (Arrêté n° 21-202 du Préfet de la région Auvergne-Rhône-Alpes).
Quant au Pavillon Majestic, son annexe, il est inscrit au titre de monument historique par arrêté du 29 octobre 1975 qui a été remplacé par un arrêté du 6 octobre 2022 qui s'y substitue (protection des façades et toitures).

## Historique
Construit entre 1862 et 1864 (deux chantiers successifs) à proximité de l’établissement balnéaire de Royat, mais dans le finage de la commune de Chamalières (terroir de « Lusseau »), le Grand Hôtel de Royat a ouvert ses portes le 1er juin 1865 sous la direction de Mme Clara NEUVILLE (locataire de la famille SOALHAT, alors propriétaire de la demeure) ; il comptait 28 chambres, 22 cabinets de toilette et 10 chambres de bonne,,.
Repris en main par la famille SERVANT (entre 1869 et 1873 - achat du bail d'exploitation en 1869 / achat de la propriété foncière en 1873) qui ne cesse de l’agrandir jusqu’en 1911-1912, date de sa mue en « palace », l’établissement prend l’apparence d’un véritable paquebot (300 chambres, 50 appartements, plusieurs villas, une centaine d’employés) et offre aux baigneurs le luxe et le confort le plus moderne.

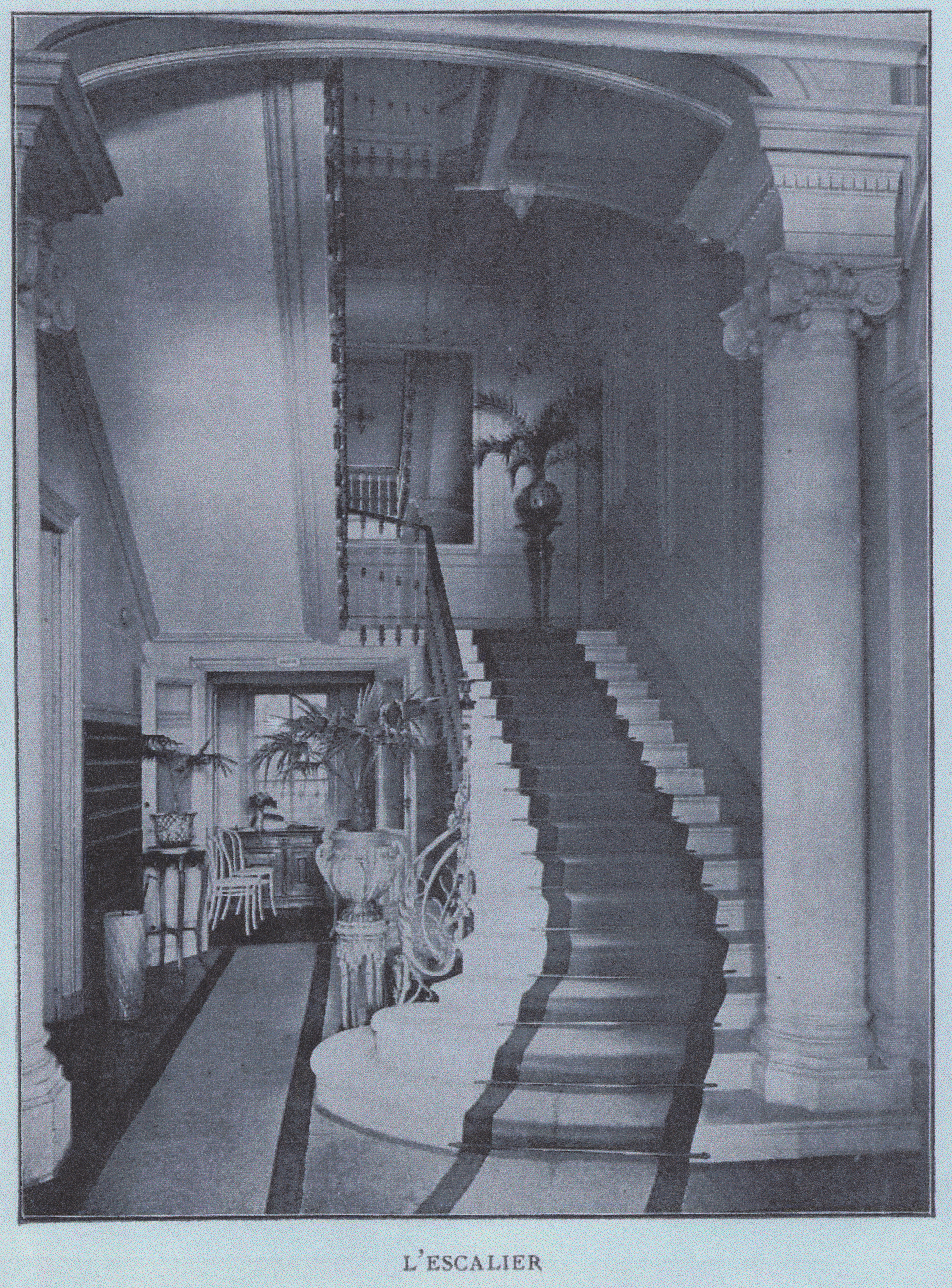
L'escalier d'honneur (vers 1908-1909).

La construction de ce bâtiment de style néo-Louis XIII a fait appel à des architectes de renom comme l'architecte clermontois Nicolas Mourton (pour la première tranche de travaux, 1862-1864), mais aussi et surtout aux architectes parisiens William Klein, Albert Duclos et Ernest Mizard (pour les chantiers suivants, 1875-1912).
À partir de la première guerre mondiale, l’hôtel connait plusieurs réquisitions : il est d'abord un hôpital militaire français entre 1915 à 1917 puis devient en 1918-1919 un hôpital américain pour faire face à la pandémie de grippe espagnole. En juin 1940, il est réquisitionné par l'État français qui lui privilégie finalement Vichy. Plusieurs ministères et services d'Etat s'installent ici de 1940 à 1942 qui resteront à Royat. Le Président Albert Lebrun, lui-même, s'installe ici quelques jours avant de présenter sa démission (et ce, après avoir reçu la visite du maréchal Pétain et de Laval). En 1943, l’hôtel est réquisitionné un temps par les Allemands puis par, à la libération, de nouveau par la France à la fin de la guerre, comme le Lutétia à Paris, au moment de rapatrier les déportés des camps de concentration (Dachau et Buchenwald),.

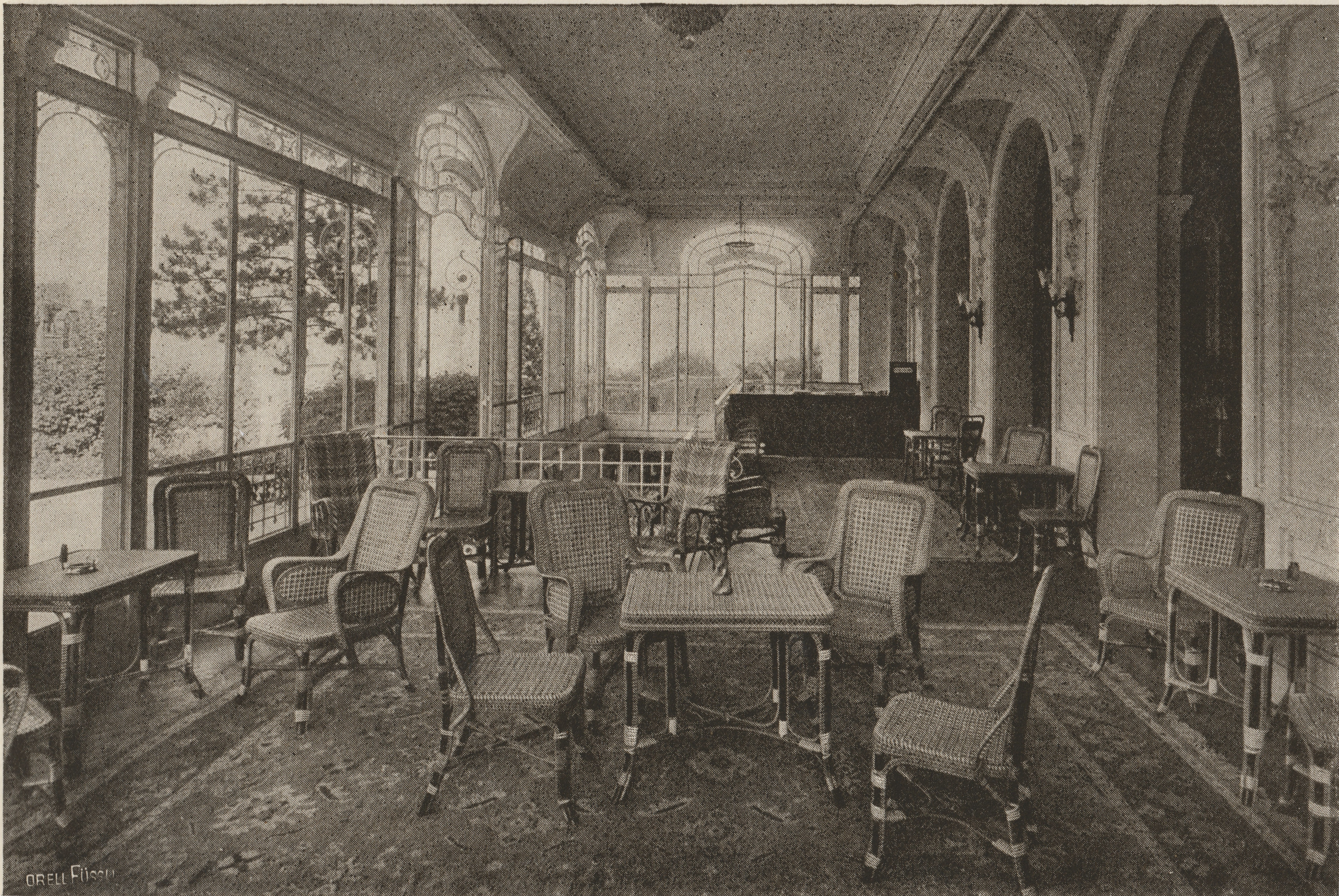
La Galerie (1912)

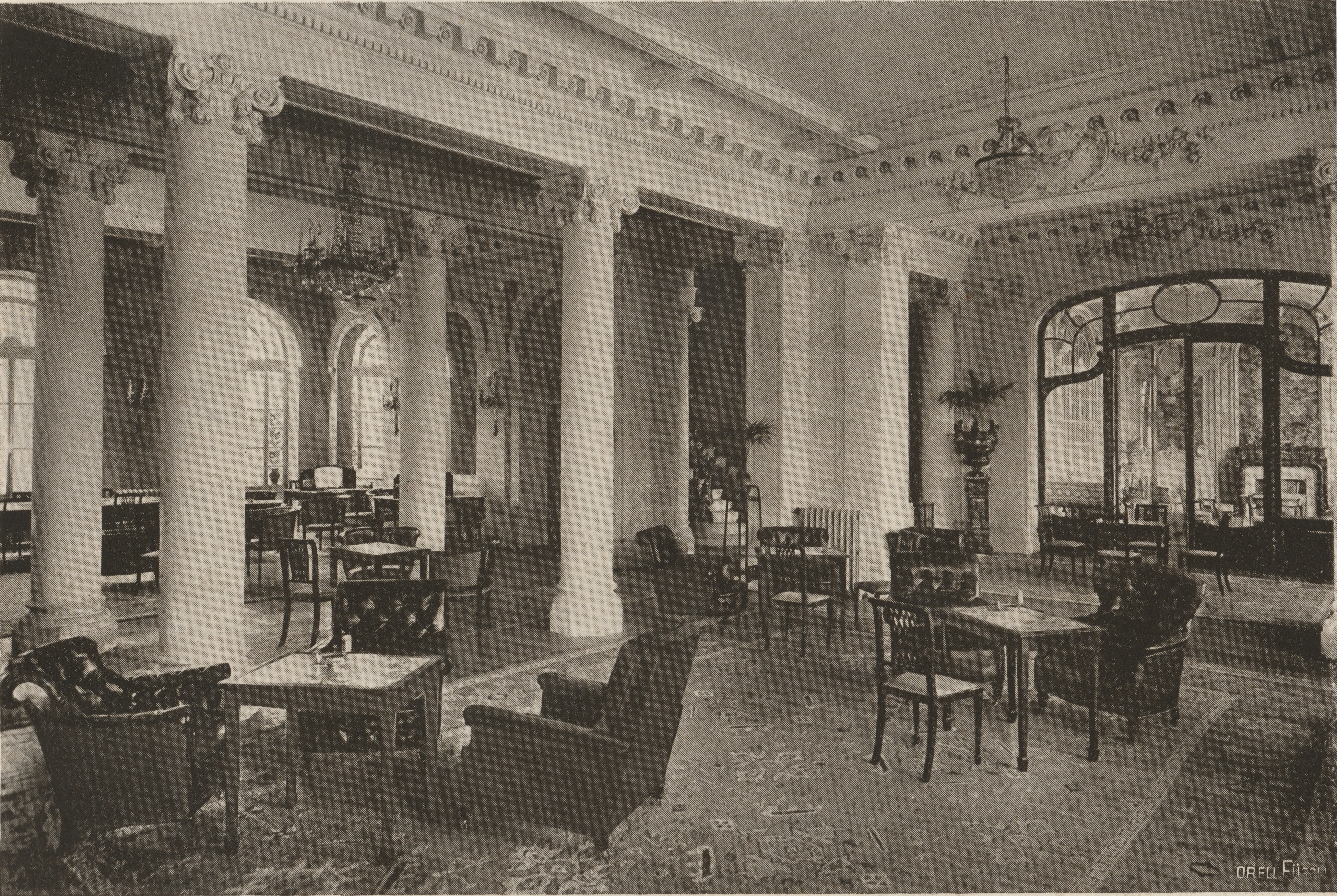
Le Grand Hall (1912).

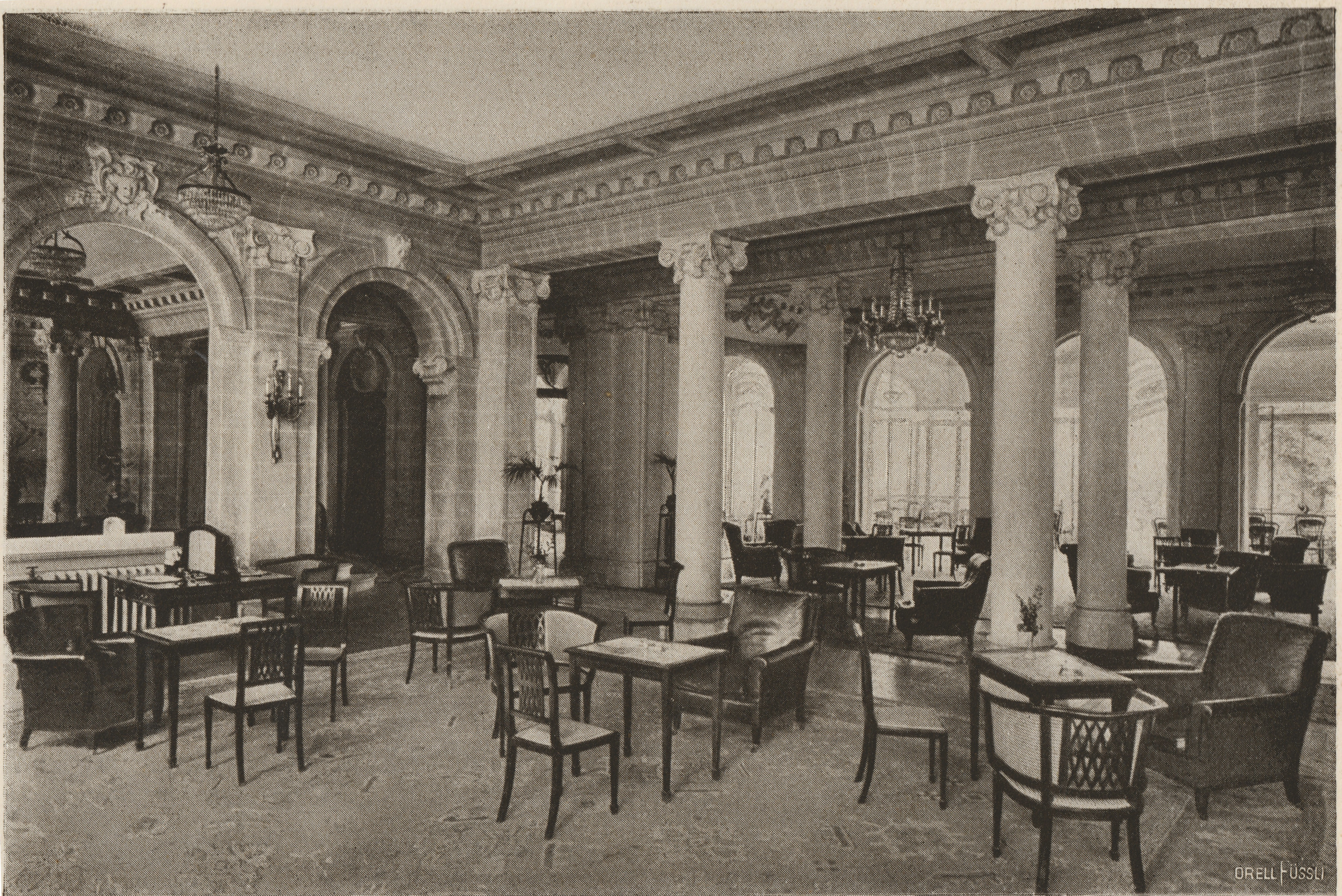
Le Grand Hall (1912).

L'hôtel - qui n'hébergeait plus de clients depuis sa réquisition en juin 1940 - ferme définitivement ses portes au public après la Seconde Guerre Mondiale. Des publicités annoncent pourtant sa réouverture en 1946, 1947, 1948 et encore en 1949, mais en vain... L'édifice est en piteux état : les années de guerre l'on meurtri ; il n'a pas été entretenu et n'est plus au goût du jour pour une réouverture ! Il faudrait investir des sommes considérables pour relancer ce palace de plus de 11000 m2 (bâtiment principal) et pour remodeler son parc de 4 hectares laissé à l'abandon depuis près d'une décennie et devenu forêt vierge... Faute de moyens, ses propriétaires (André et Eugène Servant, fils de Léon) décident, en 1949, la fermeture définitive du complexe hôtelier et sa transformation en appartements. Après de lourds travaux (débutés en août 1949, achevés début 1950) conduits par la société Victor Saglia (originaire de Nice et spécialiste de la transformation des palaces de la French Riviera depuis les années 1920) sous l'oeil averti de l'architecte Louis Milon de Peillon (1892-1971), l'édifice renaît sous la forme d'une copropriété en 1950. Le duo avait déjà procédé à la transformation de l'Hôtel de Provence et de l'Hôtel Villa Bellevue à Cannes (1937), mais aussi du Winter-Palace et de l'Hôtel Alhambra à Nice (1941, 1949), pour n'en citer que quelques-uns.

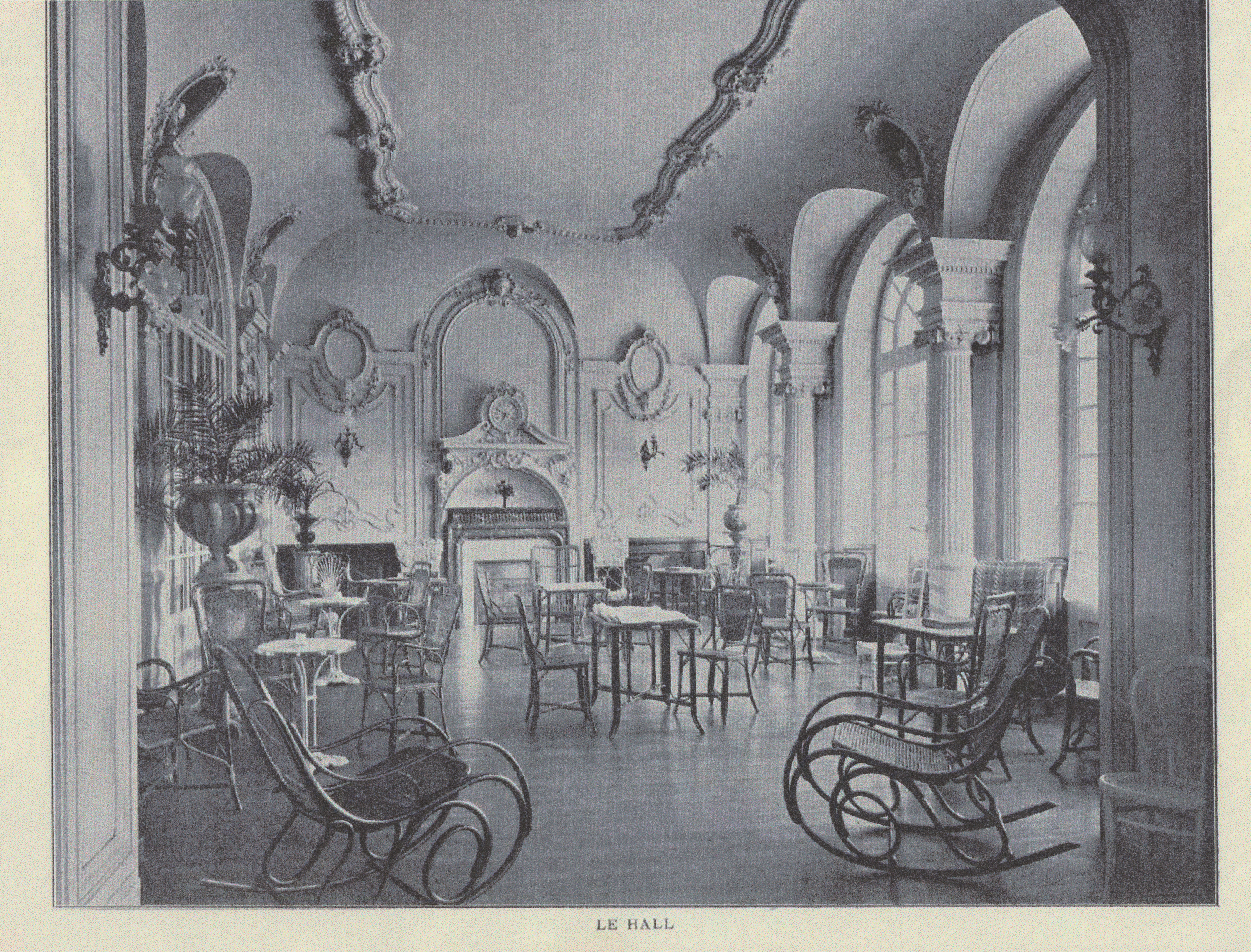
Le Hall du Grand Hôtel (ca 1908-1909) - Premier état

L'ancien restaurant Louis XVI (1912) comme l'ancienne salle à manger (1887) sont, quant à eux, conservés un certain temps en l'état. On n'ose transformer ces lieux si singuliers qui ont fait le prestige et la renommée du palace et on espère les louer tels quels... Cependant, devant l'absence de candidats à la location, il est finalement décidé en 1954 de transformer ces deux beaux volumes en appartements. Le restaurant Louis XVI est découpé en 6 appartements ouverts sur le jardin ; quant à l'ancienne salle à manger (qui fut aussi salle de spectacle et cinéma) elle occupait une surface de 168 m2 avec une hauteur sous plafond de 7,60 m et fut scindée en trois parties distinctes créant de confortables duplex ouverts sur le jardin et la terrasse sud de l'ancien Grand Hôtel...
De 1865, date de son ouverture au public, à 1950, date de sa fermeture officielle et de sa transformation en copropriété, l’établissement hôtelier a participé à la renommée de la station thermale auvergnate et s’est inscrit dans la grande « Histoire ».

## Architecture

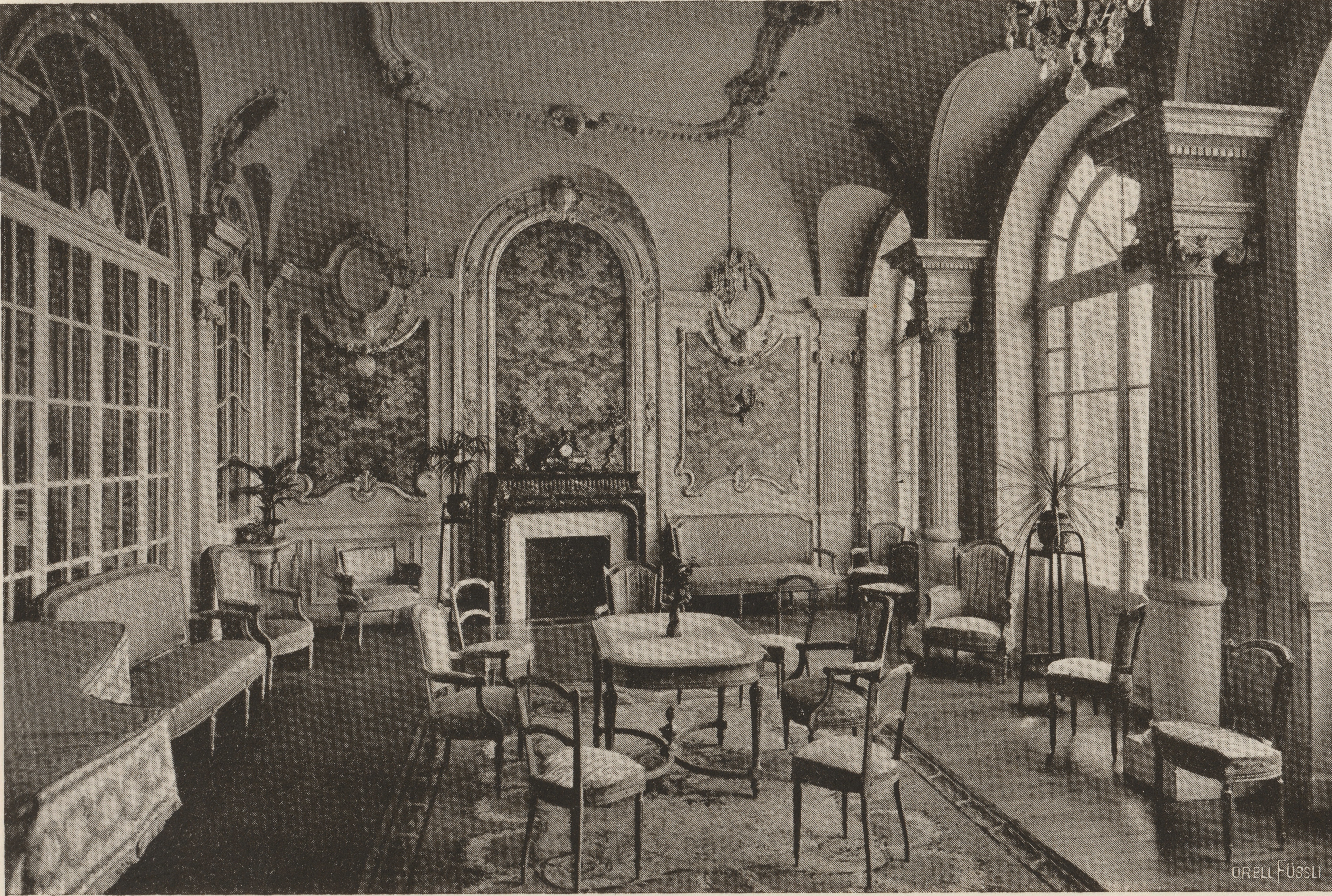
Le salon de musique (1912) - Second état.

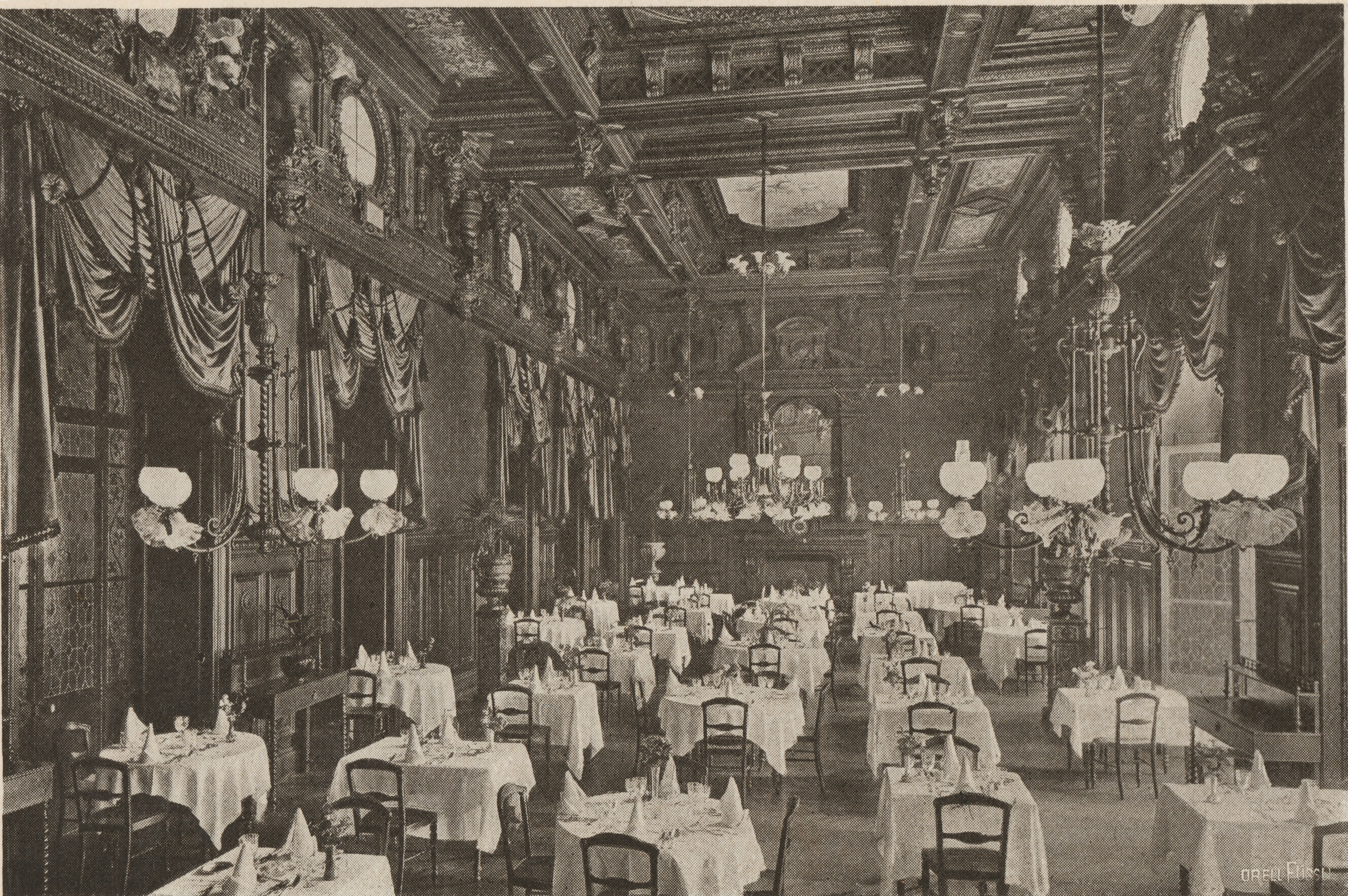
La salle à manger (1912).

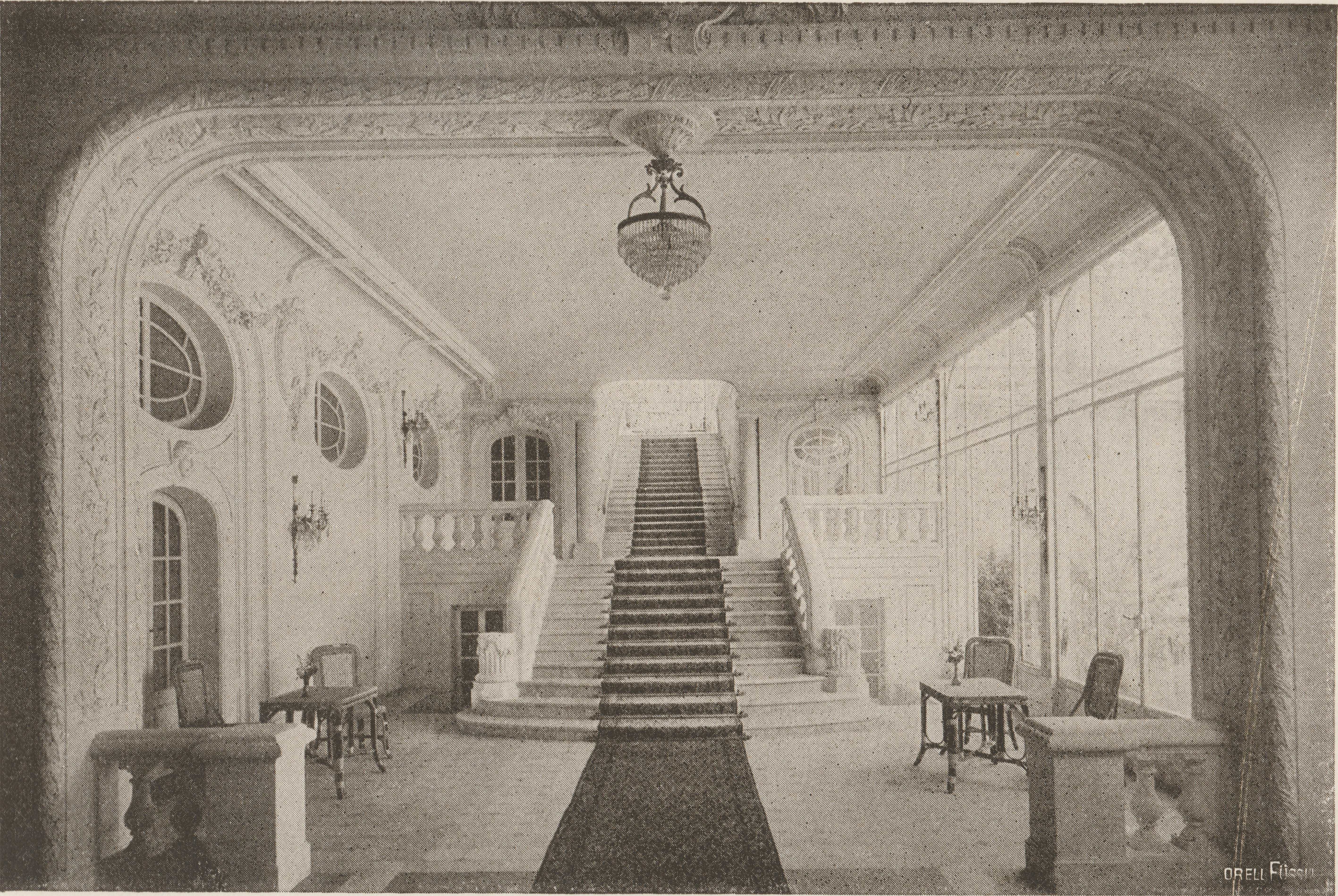
L'escalier du restaurant (1912).

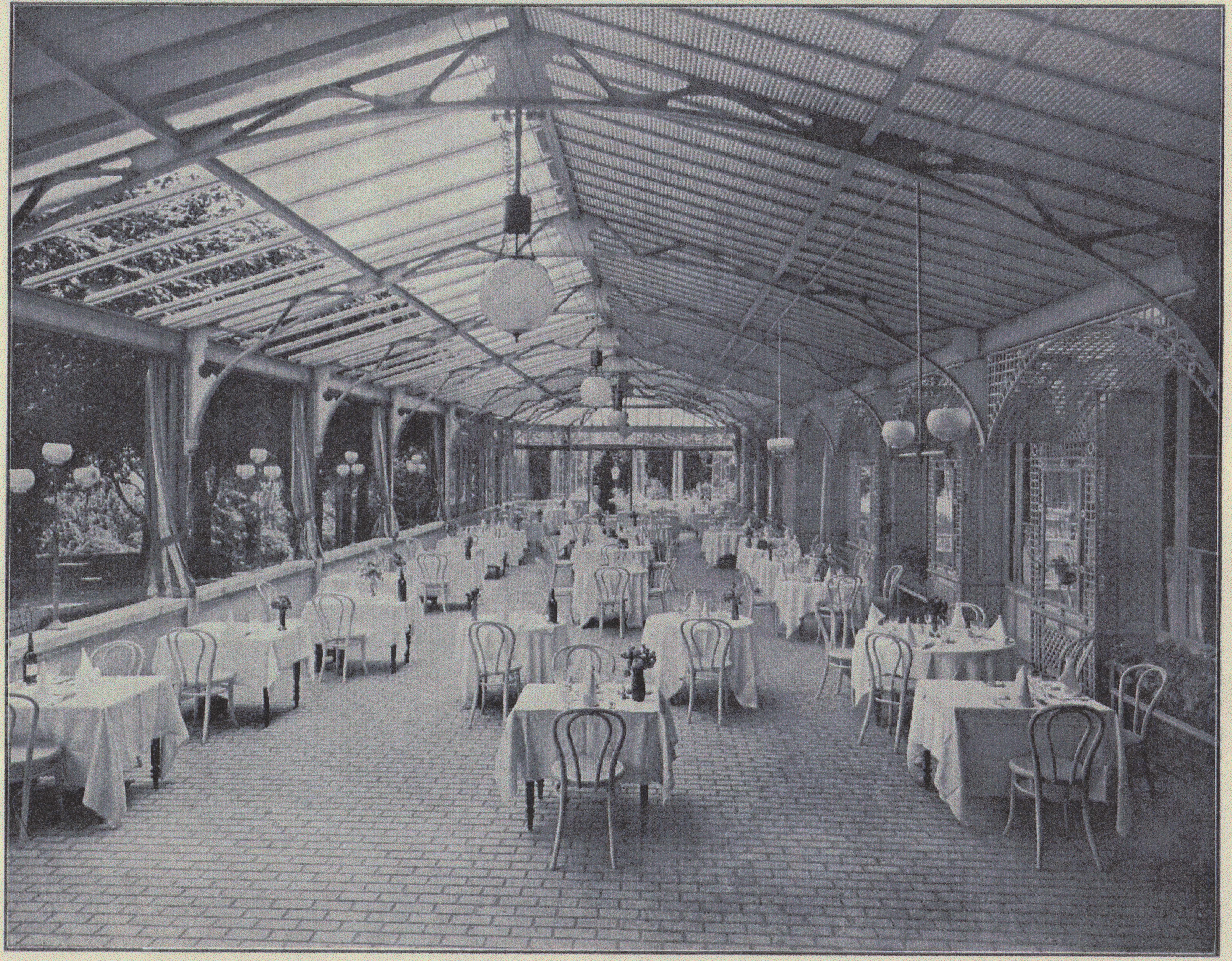
Le restaurant du Grand Hôtel (vers 1908-1909) - Premier état.

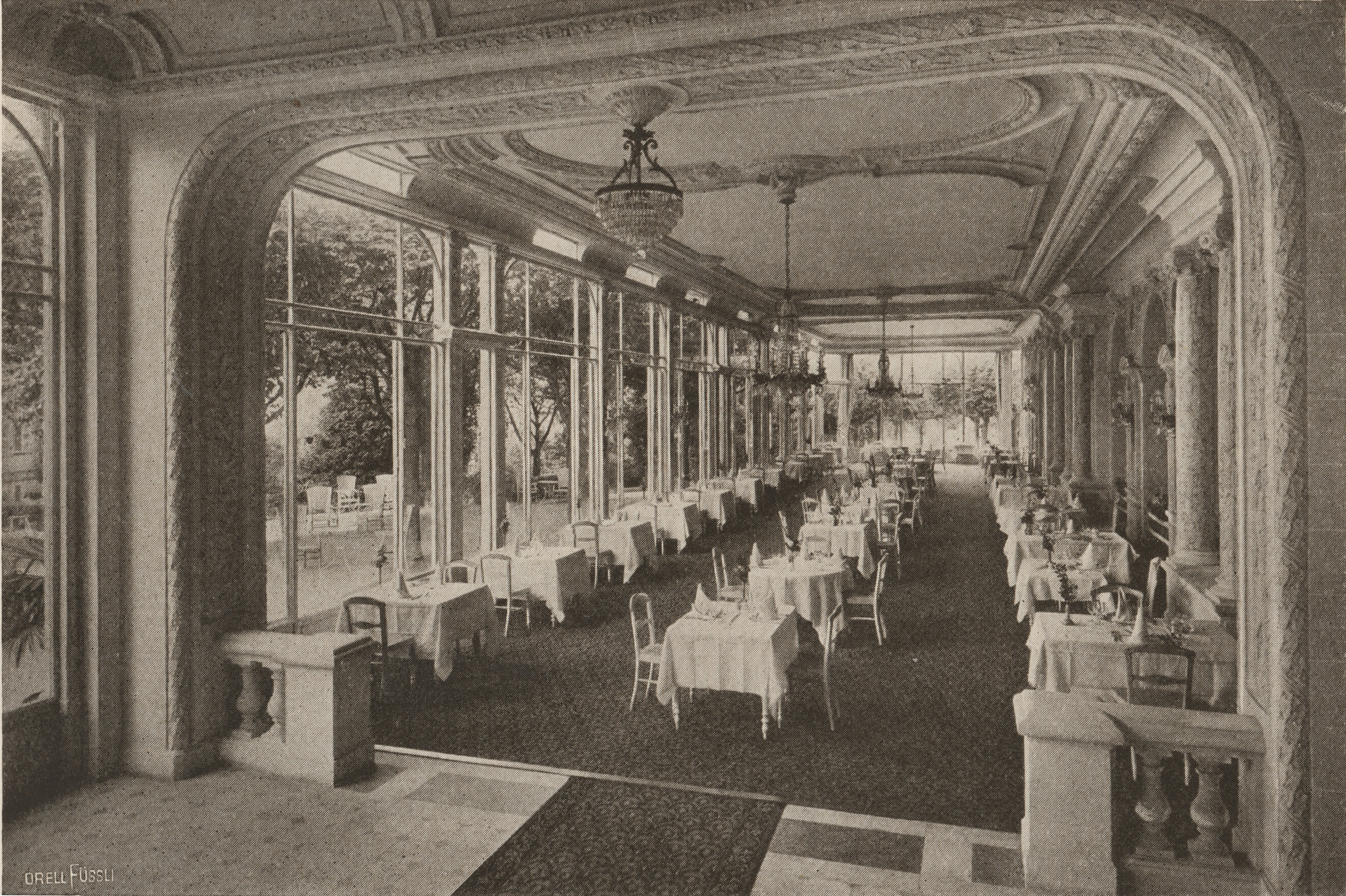
Le restaurant (1912) - Second état.

Le Grand Hôtel, bien que né sous le Second Empire, affiche une architecture classique de style néo-Louis XIII où dominent la brique rouge, la pierre blanche (bossages) et l'ardoise (mansardes), un peu à la manière des édifices de la place des Vosges à Paris.

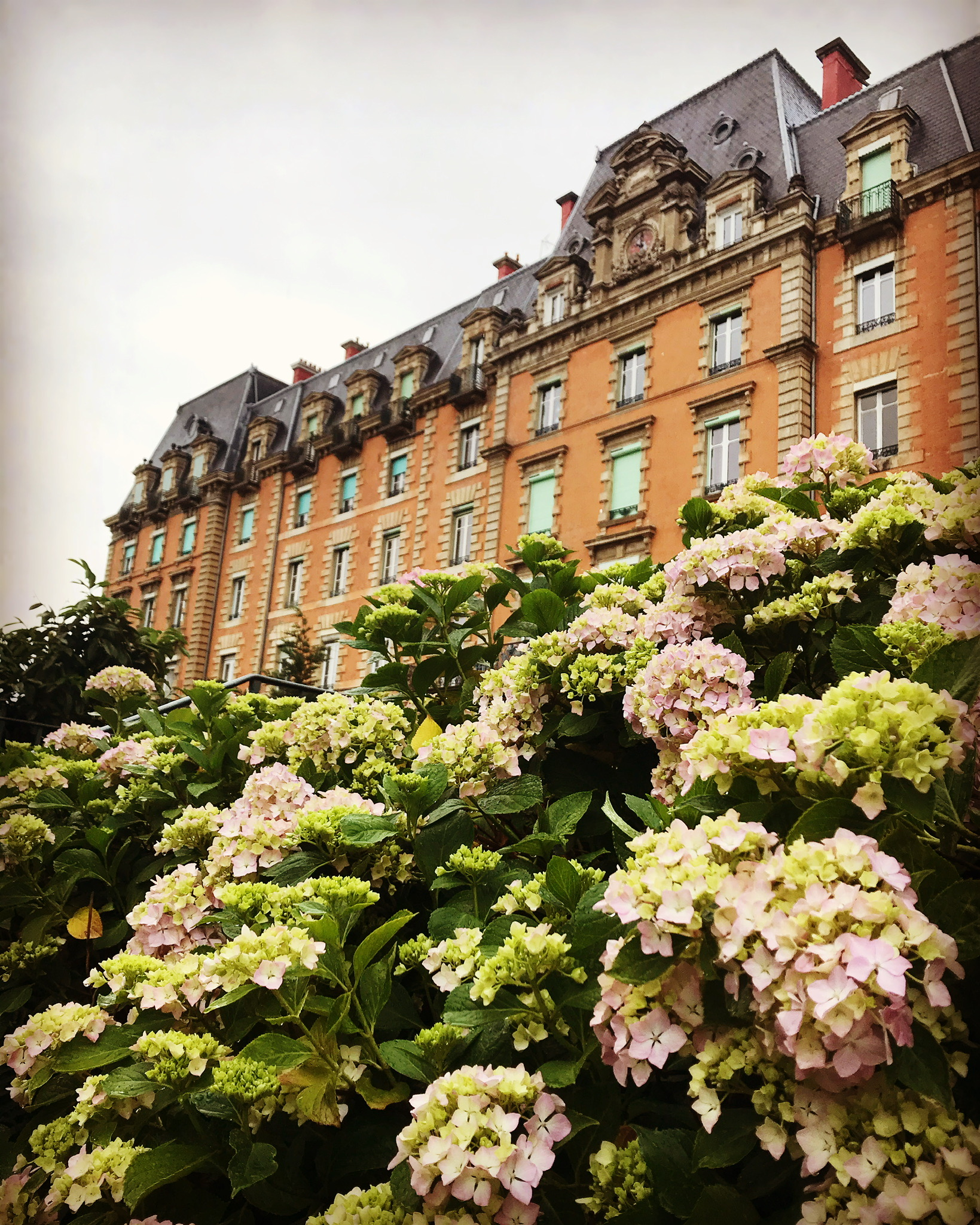
Façade nord.

Hôtel de plan en L comprenant 4 étages avec une façade de 19 travées réparties de manière symétrique de part et d'autre d'un pavillon central coiffé d'un dôme. La façade principale (exposée plein nord) répond aux attendus architecturaux de l'époque et présente un rythme tripartite : pavillon central de 3 travées (coiffé d'un fronton monumental avec horloge, sous un dôme carré), deux ailes de 5 travées chacune et deux pavillons latéraux de 3 travées chacun. Le RDC de la façade nord présente de hautes fenêtres - semblables aux arcades des pavillons de la place des Vosges - ouvrant sur les salons de réception de l'hôtel. Les trois étages carrés présentent des façades de briques (peintes) rythmées de chaînages de pierre en harpe (« bossage harpé »). À l'origine de la construction, la base des hauts combles en ardoise est percée de lucarnes (qui ont été transformées en portes-fenêtres ouvertes sur des petits balcons en 1908) et, au-dessus, d’œils-de-bœuf. Une aile en retour d'équerre de 4 travées, développée depuis le pavillon oriental, se développe enfin au sud.
Bâti à flanc de colline, l'hôtel présente cinq niveaux principaux à l'est (RDC, trois étages carrés et un étage mansardé) et sept à l'ouest (RDJ, entre-sol, trois étages carrés et un étage mansardé), le tout surmonté d'une toiture monumentale présentant un ou deux niveaux de combles.
La construction du Majestic Palace est le fruit de quatre chantiers principaux de construction qui, tous sauf le premier, ont été conduits durant l'automne et l'hiver, c'est-à-dire en dehors de la Saison thermale (mai-octobre), lorsque l'hôtel est fermé :   
Phase 1 - 1862-1864. Construction du premier bâtiment (actuelle aile ouest). Le chantier débute sous de très bons auspices puisque le 9 juillet 1862, Napoléon III, de passage à Royat, s’intéresse au bâtiment et « en prenant quelques instants de repos, a daigné examiner les plans de constructions de l’Hôtel (...) ainsi que les relevés topographiques de ses alentours ». Ouvert au public en 1865, l'hôtel dispose alors de 28 chambres, 22 cabinets de toilette, 10 chambres de bonnes.
Phase 2 - automne-hiver 1875-1876. Construction du « Pavillon central » (actuelle pavillon de l'horloge). L'hôtel dispose alors de 52 chambres et cabinets et d'une annexe de 6 chambres.
Phase 3 - automne-hiver 1880-1881. Construction de l'aile et du pavillon Est, ainsi que d'un bâtiment en retour d'équerre au sud. L'hôtel dispose désormais de 200 chambres.
Phase 4 - automne-hiver 1886-1887. Construction du pavillon ouest et surélévation (un étage + combles) du premier corps de bâtiment. L'hôtel comporte maintenant 220 chambres et ce, sans compter celles situées dans son annexe (le Pavillon Majestic) ce qui porte le complexe hôtelier à un total de 300 chambres et 50 appartements.
Phase 5 - automne-hiver 1911-1912. Mutation du Grand Hôtel en "palace" ; on remplace la petite verrière de la façade nord par une vaste galerie toute en verre ; on perce une partie du sol du rdc du hall pour y aménager un vaste escalier de style Louis XVI devant donner accès au nouveau restaurant, lui aussi de style Louis XVI, construit dans l'ancienne véranda ouverte sur le jardin. 

## Propriétaires et directeurs successifs

### Propriétaires fonciers
- 1861-1863 : Michel Ganne, maître d’hôtel, et Florence Rolande Courpienne, son épouse.
- 1863-1873 : Jean-Denis Soalhat (fils) et Louise Dufaut, sa mère.
- 1873-1886 : Guillaume Auguste Servant, maître d’hôtel, et Anne Désaimard, son épouse.
- 1886-1913 : Léon Servant, maître d’hôtel et fils des précédents, et Marie Gilberte Mercier, son épouse.
- 1913-1950 : André Servant, maître d’hôtel, et Eugène Servant, docteur en médecine, fils des précédents.

### Directeurs de l'hôtel
- 1865-1869 : Clara Souliac, épouse Neuville, maîtresse d’hôtel.
- 1869-1886 : Guillaume Auguste Servant, maître d’hôtel, et Anne Désaimard, son épouse.
- 1886-1888 : Léon Servant, maître d’hôtel.
- (cité en) 1889, 1891, 1892 et 1896 : Achille Mislin.
- (cité en) 1895, 1898 : Joseph Aletti.
- (cité en) 1905 : Adolphe Schnabel.
- 1921-1950 : Juste Maurice Marc Rochat.

## Ornementation, décoration et ameublement
Outre, son architecture remarquable et les noms prestigieux ayant œuvré à son édification, ce sont aussi les décorateurs et autres fournisseurs qu'il faut présenter. Parmi les nombreuses entreprises ayant pris part à la mise en décor de l'hôtel puis du palace, on retiendra : 
- Maison « Arnaud, Bauër & Cie », puis « Maison Camus », tapissiers et ébénistes clermontois ;
- M. Bonnière, horloger et bronzier clermontois ;
- Henri David, miroitier-doreur clermontois ;
- Jules Carot, Benoît Deleja, Hector Leroux et M. Perelli ou Peyrelli, peintres et décorateurs ;
- Clément Chaussegros, serrurier, pour les ferronneries (grand portail et grilles du parc) ;
- « Granon & Roger », serrurerie de Saint-Denis (Oise), pour les ferronneries du bâtiment (portes) ;
- « Maison Laurent Bouillet » de Monte-Carlo (principauté de Monaco) pour la plomberie (robinets) ;
- « Maison J.L. Mott » de New-York, pour la fourniture des sanitaires (WC, vasques, baignoires) ;
- Maisons Christofle, Wiskemann et Noublanche, pour les arts de la table ;
- Maison Hippolyte Boulenger de Choisy-le-Roi, pour la faïence des sanitaires et salles de bains ;
- Maison Thonet, pour le mobilier du grand hall (sellettes, etc.) ;
- Théophile Pradeaud et Henri Gourgouillon, sculpteurs clermontois.

## Un siècle d'innovations

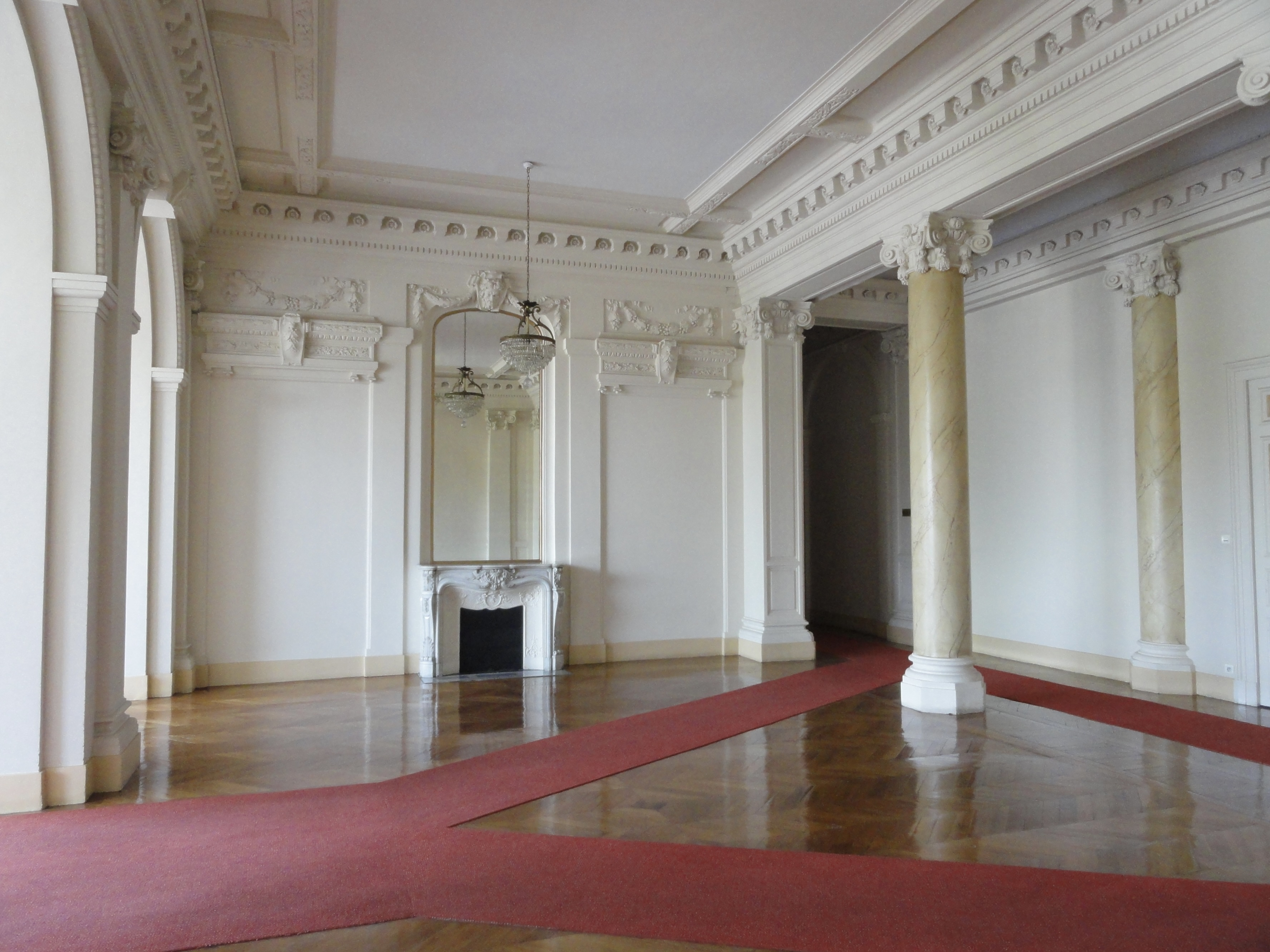
Hall du Grand Hôtel et Majestic Palace.

La majesté de l’hôtellerie française s’illustre partout dans le palace ; dans l’architecture et l’ornementation (modénatures, escaliers, ferronneries, gypseries, staff, peintures, vitraux, etc.) comme dans les équipements et sur ce point, le Grand Hôtel n'est pas en retard. Afin de maintenir son rang et de tenir la dragée haute à ses rivaux et potentiels concurrents (tels le Splendid-Hôtel de Royat, le Grand Hôtel du Parc de Châtel-Guyon ou le Grand Hôtel Sarciron du Mont-Dore), l’édifice ne cesse de s’agrandir, mais surtout d’innover : ameublement de qualité, salle de billard (1872), salle de musique, salons divers, fumoir (1865), salle à manger (200 à 250 couverts), raccordement à l’eau potable (1875), restaurant (300 couverts), repas à la carte (1883), un Lawn-Tennis (1883), horloge monumentale (1887), ascenseur hydraulique (1887), éclairage électrique (1891 pour les RDC, 1898 au plus tard pour toutes les chambres), cabine téléphonique pour Paris (1895), « installation sanitaire perfectionnée » (c’est-à-dire eau courante chaude et froide et WC, 1898), vaste parc arboré (4 hectares, 1897), trois large Lawn-Tennis Courts (1898), chambre noire pour la photographie (1900), garage pour automobiles (6 en 1900, 20 dès 1902), mais aussi dépôt d’essence (1900), fosse pour les réparations (1902) et mécanicien attaché à l’hôtel (1903), salles de bains (1905), 50 salles de bains privées (1908), tout à l’égout (1911), criquet (1912), télégraphe (1913), salle de cinéma (Gaumont double poste) de 50 sièges (1915) ou encore « des machines à laver la vaisselle, des éplucheuses à pommes de terre, une installation de réfrigération et toutes les commodités modernes » (1918), téléphone dans toutes chambres (avant mars 1939), rien n’est laissé au hasard dans cet édifice.

## Clients célèbres (1869-1950)
Liste par ordre chronologique,, :
- Edmond et Jules de Goncourt (juin-juillet 1869).
- Duc de Lozada (juillet 1872 et juillet 1873).
- Princesse Helena Sanguszko (1874).
- Baron et baronne de Barante (1874, 1879 et 1900).
- Baron De Dion (1875).
- Marie Gauguin, sœur aînée de Paul Gauguin (août 1875).
- Roi consort d’Espagne François d’Assise de Bourbon, époux d’Isabelle II (1876).
- Jean Casimir-Perier, futur Président de la République (1876).
- Comtesse Emmanuela Potocka (juillet 1876, juillet 1881, juillet 1882, juillet 1883, septembre 1906).
- Général Enrico Cialdini, ambassadeur d’Italie en France (1877).
- SE Christaki Effendi Zogaphos (juin 1878, juin 1879, juin 1886, juillet 1888, juillet 1890, août 1891).
- SA Midhat Pacha (juin-juillet 1878).
- Princesse Czartoryska, fille du duc de Nemours, née princesse Marguerite d’Orléans (1879).
- La duchesse de Malakoff (1879).
- Le Président Mac Mahon et sa famille (juillet 1879).
- Mme Isaac, Mlle Jeanne Pereire et M. Henri Pereire, membres de la famille du grand financier Pereire (juillet 1879).
- Prince Léon Radziwill (juillet 1879, 1880, août 1881, août 1882).
- Edouard Lalo (août-septembre 1879).
- Alexandre Dumas fils (août 1879, juin 1880, juin 1881).
- Ernest Nathan, compositeur et violoncelliste de l’Opéra de Paris (1880).
- Ferdinand Schoen, pianiste (1880 et 1883).
- Miss Minnie Hauck (juillet 1880).
- Baron Alphonse de Rothschild (juin 1881).
- La famille Mellerio, joailliers parisiens (juillet-août 1883).
- Édouard Barbey, sénateur et Ministre de la Marine et des Colonies (1883 et septembre 1890).
- SAR Albert Edward, prince de Galles (mai 1884).
- Le général Carrey de Bellemare et sa famille (juillet 1884).
- Emile Zola (septembre 1884).
- Le Prince Ghika, ministre plénipotentiaire de la Roumanie à Londres (août 1884, août 1885).
- Léontine Lippmann dite Mme Arman de Caillavet, salonnière parisienne (août 1885)
- Le baron de Penedo, ministre plénipotentiaire de S.M. l’Empereur du Brésil à Londres (1885).
- Lord Robert Arthur Talbot Gascoyne-Cecile, marquis de Salisbury (juillet 1886, août 1888).
- Dom Auguste de Portugal, duc de Coimbra et de Saxe, frère du roi du Portugal (1886).
- Charles Floquet (septembre 1886).
- Antonio Flores Jijon (août 1887).
- Lord Lytton (juillet 1888).
- Edmond-Louis-Marie, comte de Martimprey, député (1888, 1889, 1890 et 1891).
- Princesse de Beauvau (1888, 1889 et 1890).
- Alexandre Ribot, Président du Conseil des ministres français et Ministre des Affaires étrangères, puis Ministre de l’Intérieur (1888, 1893, 1895 et 1905).
- Princesse de Ligne et duchesse de La Rochefoucauld Doudeauville (1888).
- Frédéric Auguste Bartholdi (juin 1889, juin 1890 et juin 1896).
- M. et Mme Félix Abram, avocat et banquier de Marseille (juillet 1890, juillet 1891, août 1892, juillet 1893, juillet 1896, août 1899, août 1900, juillet 1901, juillet 1902, juillet 1903, juillet 1904, juillet 1905, juillet 1906, août 1907, août 1908, août 1909, août 1910, juillet 1912, juillet 1913).
- Princesse de La Tour d’Auvergne (1889).
- Félix Faure (juillet 1889, juillet-août 1890, juillet-août 1891, mai-juin 1895).
- S.E. le duc de Marchena (juin 1889 et août 1890).
- Prince Joachim Murat et Miss Caldwell, sa fiancée (août 1889).
- James Mitchell Ashley (1890).
- Alfred Firmin-Didot, imprimeur éditeur (juillet 1890).
- Abram Félix, avocat et banquier de Marseille (1890, 1891, 1892, 1893, 1896, 1899, 1900, 1901, 1902, 1903, 1904, 1906, 1907, 1908, 1909, 1910, 1912, 1913).
- Princesse Marie Sherbatoff (1891, 1900 et 1901).
- Rosine Stoltz, cantatrice d’Opéra (1892).
- SE Nubar Pacha (août 1892).
- Jean-Baptiste Franceschini-Pietri, ancien secrétaire de Napoléon III et secrétaire de l’impératrice Eugénie (août 1892).
- Yacoub Artin Pacha (septembre 1892).
- Jean Ajalbert (août 1894).
- Mylo d’Arcylle, artiste de théâtre (1896).
- SAR Marie comtesse de Flandre (juillet 1896, juillet 1902, juillet 1904).
- Prince Mikhail Volkonsky (Michel Wolkonski), ancien recteur de l’Université de Saint-Pétersbourg, second ministre de l’Instruction publique et grand maître à la cour de l’Empereur de Russie (août 1896).
- Princesse Elizaveta Volkonskaya, demoiselle d’honneur de l’Impératrice de Russie (1896).
- Louis Alexandre Antoine Mizon, officier de marine et explorateur français (1897).
- Francis Galton, anthropologue et explorateur (août 1897) ; son épouse, Louisa Butler, décède au Grand Hôtel le 13 août[15].
- Benoît Constant Coquelin aîné, comédien de la Comédie-Française (1898).
- Armand Peugeot (1898).
- S.E. le prince Ouroussoff, ambassadeur de Russie (1898).
- Auguste Louis Albéric, prince d’Arenberg (1898).
- Prince George Stirbei, Ministre des Affaires étrangères de Roumanie (1898 et 1899).
- Miss Aspinwall (venue de New York en juillet 1899, juin 1900, juin 1903 et juin-juillet 1905, et de Rome en juin 1908).
- Princesse Joachim Murat, princesse et prince de la Moskova (août 1899).
- Louis Casenave (juillet 1900).
- M. et Mme Maurice Laporte-Bisquit, sénateur (juillet 1901 et août 1905).
- Jean Coquelin, artiste (1902).
- Hiram Stevens Maxim, inventeur britannique d’origine américaine (1902).
- Adelina Patti, baronne de Cedreström (juillet 1902, juillet 1903, juillet 1905).
- Comte Moïse de Camondo (juin-juillet 1905, septembre 1909).
- Prince de Lampedusa (1905).
- Arthur Neville Chamberlain, homme d’État britannique (1905).
- Prince d’Orléans Ferdinand Philippe Marie, duc d’Alençon (1905).
- Chevalier Vincenzo Florio (1905).
- M. Sarazin-Levassor et Louise Sarazin-Levassor (1905).
- Ratanji Dadabhoy Tata, époux de Suzanne Brière, (juillet 1905) ; il occupe la chambre n° 165[16].
- Pierre de Nolhac (septembre 1905, août 1917).
- Prince d’Égypte Kamal el Dine Hussein (1907).
- SM Léopold II, roi des Belges (septembre 1907).
- Lucie Félix-Faure-Goyau (août 1907, juillet 1908, juillet 1909, juillet 1910, juillet 1911 et juillet 1912).
- Maurice Barrès (juillet-août 1909).
- Albert Besnard, peintre (juillet-août 1911).
- François Mauriac (1912).
- Laurinda Santos Lobo (juillet 1912)[17].
- Moulay Abdelhafid ben Hassan, ex-sultan du Maroc (août 1912).
- François Porché (1912 et 1913).
- Anastase Simu (septembre 1913)[18].
- Paul Panhard (1914).
- SAR la princesse Marie de Roumanie (mai 1920).
- Caroline-Eugénie Second-Weber (septembre 1924).
- Princesse Viggo du Danemark (1927).
- SAR le prince Nicolas de Grèce (août 1928).
- Vintila Bratianu, Président du Conseil des Ministres de Roumanie (1928).
- Jean Brunhes, professeur de géographie humaine au Collège de France (1928).
- SM le Sultan du Maroc (juillet 1929, juillet 1930, août 1933, juillet 1934).
- Gustave Lhopiteau, sénateur d’Eure-et-Loir (1931).
- Lewis David Einstein, diplomate, historien et collectionneur d’art (août 1931)[19].
- Pierre Laval (juin 1935).
- Maharadjah de Patiala (1935).
- Albert Lebrun (juin-juillet 1940), logé au Grand Hôtel Majestic Palace (premier étage, appartements 31, 32 et 33), puis au Pavillon Majestic (chambres 5 et 6 du RDC et 25 et 26 du premier étage).
- Conseillers d'Etat logés au Majestic en 1940 : Georges Cahen-Salvador, Président de Section (chambre n° 80), Louis-François Corneille, Président de Section (chambre n° 15), Albert Delfau (chambre n° 12), Emmanuel Fochier, Président de Section (chambre n° 101), Henry Mouton (chambre ?), Marcel Oudinot (chambre ?), Alfred Porché, Vice-Président (chambre n° 93), Lucien Riboulet, Président de Section (chambre n° 84), Jean-Marie Roussel (chambre ?).
- Maréchal Pétain (30 juin 1940, 19 août 1941, 9 juin 1942).
- Charles de Gaulle et Madame de Gaulle ; le commandant Gaston de Bonneval, aide de camp du général ; M. René Ribière, collaborateur du général (4 juin 1950).